# Крок, Рэй
Реймонд Альберт Крок (англ. Raymond Albert Kroc, 5 октября 1902, Ок-Парк, Иллинойс — 14 января 1984, Сан-Диего, Калифорния) — американский предприниматель, ресторатор, один из первых владельцев сети ресторанов McDonald’s. Включён журналом «Тайм» в число «100 наиболее важных людей века». Заработал состояние, оценивавшееся на момент смерти в 500 млн $.

## Биография

### Происхождение
Рэй Крок родился в 1902 году в семье выходцев из Чехии. Помимо Рэя в семье было ещё двое детей — сестра Лорэн и брат Роберт.
В 1917 году, подделав возраст в документах, добровольцем записался в автомобильную роту Красного Креста, в 1918 году был направлен во Францию. Вместе с ним в одной роте служил Уолт Дисней.
Отец будущего миллионера умер в 1929 году (одна из причин — нервное потрясение из-за банкротства своего предприятия во время Великой депрессии). До 52 лет Рэй Крок работал коммивояжёром (продавал бумажные стаканчики и миксеры предприятиям общественного питания), пианистом в джазовом ансамбле, агентом по продаже недвижимости.

### Работа с Макдоналдс
В 1954 году познакомился с братьями Макдоналдами, которые содержали небольшой ресторан в Сан-Бернардино, Калифорния. Ресторан был устроен таким образом, чтобы максимально быстро обслуживать посетителей. Рэй Крок загорелся идеей развивать данное направление, чтобы увеличить поставки своих миксеров в эти заведения и купил у братьев Макдоналдов право на открытие ресторанов с аналогичным названием и содержанием на территории США.
В 1955 году Рэй Крок открыл ресторан McDonald’s в городе Дес-Плейнз, штат Иллинойс (в настоящее время там располагается музей корпорации) и начал активно продавать франшизы на открытие ресторанов по всей стране. В 1961 году Рэй Крок выкупил все права на McDonald’s.
С помощью команды единомышленников Рэй Крок контролировал и помогал обеспечивать во всех франчайзинговых ресторанах сети стандарты McDonald’s. Благодаря политике, разработанной Рэем Кроком, бренд McDonald’s стал широко известен и приобрёл популярность как у посетителей, так и у потенциальных покупателей франшизы, для которых была продумана специальная система обучения («Университет гамбургерологии»).

### Бейсбол
Крок ушёл из McDonald’s в 1974 году. Он решил вернуться в любимый всю жизнь вид спорта — бейсбол, когда узнал о выставлении на продажу Сан-Диего Падрес. Команда была условно продана владельцу сети продуктовых магазинов в Вашингтоне Джозефу Данзански, который планировал переместить команду туда. Однако сделка была связана с судебными исками, что позволило Кроку выкупить команду за 12 млн долларов и оставить её в Сан-Диего. В первый год владения Кроком в 1974 году «Падрес» проиграли 102 игры, но собрали более миллиона зрителей, что было стандартом кассовых сборов в высшей лиге того времени. Их предыдущий рекорд посещаемости составлял 644 772 человека в 1972 году. San Diego Union писала, что Крок был «прежде всего фанатом своей команды».
9 апреля 1974 года, когда «Падрес» были на грани проигрыша «Хьюстон Астрос» со счётом 9-5 в открытии сезона на стадионе Сан-Диего, Крок взял микрофон перед 39 083 фанатами и заявил: «Я никогда в жизни не видел такой глупой игры в мяч». Толпа одобрительно закричала. В 1979 году за проявление интереса к подписанию будущих игроков-свободных агентов Грейга Неттлса и Джо Моргана был оштрафован комиссаром лиги Боуи Куном на 100 тыс. долларов. Разочарованный командой, Крок передал управление ею своему зятю Балларду Смиту. «У гамбургеров больше будущего, чем у бейсбола», — сказал Крок.
После его смерти в 1984 году игроки команды носили специальную нашивку с инициалами Крока — RAK. В том же году они выиграли вымпел Национальной лиги и сыграли в Мировой серии. В 1999 году Крок был введён в составе инаугурационного класса в Зал славы Сан-Диего Падрес.
При содействии Рэя Крока создано несколько благотворительных фондов.

## Личная жизнь
Фонд Крока поддерживал исследования и лечение различных заболеваний, таких как алкоголизм, диабет, артрит и рассеянный склероз. Он основал дом Рональда Макдональда, некоммерческую организацию, которая предоставляет бесплатное жильё родителям рядом с медицинскими учреждениями, где их дети получают лечение.
Будучи республиканцем на протяжении всей жизни, Крок пожертвовал 255 000 долларов США на избирательную кампанию Ричарда Никсона в 1972 году.
Первые два брака Крока с Этель Флеминг (1922—1961) и Джейн Доббинс Грин (1963—1968) закончились разводом.
В 1980 году после инсульта Крок поступил в реабилитационный центр для больных алкоголизмом.
Он умер четыре года спустя от сердечной недостаточности в больнице в Сан-Диего 14 января 1984 года, в возрасте 81 года и был похоронен в мемориальном парке Эль-Камино в долине Сорренто.
Его третья жена Джоан Крок была филантропом, которая значительно увеличила свои благотворительные взносы после смерти Крока. Она пожертвовала многим направлениям, которые её интересовали, таким как содействие миру и нераспространению ядерного оружия.

## В культуре

### Музыка
- Британский музыкант Марк Нопфлер посвятил Рэю Кроку песню «Boom, Like That» с альбома Shangri-La (2004). Он вдохновлялся автобиографией Крока и использовал в тексте песни его выражения.

### Кино
- «Основатель» (2016) — биографический фильм режиссёра Джона Ли Хэнкока с Майклом Китоном в роли Рэя Крока[15].